# Filmfotografi
Filmfotografi är utövandet av ljussättning och val av kameratillbehör och -inställningar för skapandet av rörliga bilder för film. Filmfotografi innefattar även manövrering av filmkameran under tagningens gång. Ett filmfotografi är en avbildning av verkligheten som skapats genom att ljus fångats på ett ljuskänsligt medium (fotografisk film eller via en bildsensor) i en kamera, antingen mekaniskt, kemiskt eller elektroniskt. Ordet fotografi kommer från grekiskans φως phos, ljus, och γράφω graphō, skriva, rita, av grekiska grạphhein - skriva, rita, det vill säga att måla, skriva eller rita med ljus. En filmfotografisk avbildning kan beroende på vilket ljuskänsligt medium som används bli svartvit eller i färg. Själva bilden som avtecknar sig på det är som regel alltid i färg. Grunden för filmkonsten och filmfotografi är stillbildsfotografin.